# Nova Olinda do Norte
Nova Olinda do Norte é um município brasileiro no interior do estado do Amazonas, Região Norte do país. Pertencente à Mesorregião do Centro Amazonense e Microrregião de Itacoatiara, localiza-se a sul de Manaus, capital do estado, distando cerca de 126 quilômetros. Sua população, estimada pelo Instituto Brasileiro de Geografia e Estatística IBGE em 2021, era de 38 665 habitantes, sendo assim o décimo-nono município mais populoso do estado do Amazonas. Seu Índice de Desenvolvimento Humano (IDH) é de 0.558, de acordo com dados de 2010, o que é considerado baixo pelo Programa das Nações Unidas para o Desenvolvimento (PNUD).

## Etimologia
Nova Olinda do Norte recebeu este nome proveniente de Olinda, denominação da propriedade de Fulgêncio Rodrigues Magno, um comerciante que habitava a região do Paraná do Urariá. A expressão do Norte, foi acrescentada pelo Governador do Amazonas à época de sua criação, Plínio Ramos Coelho, ao criar o município, com a finalidade de abençoar uma Nova Olinda na Região Norte do Brasil.

## História
Os habitantes primitivos da região de Nova Olinda do Norte, de acordo com registros históricos, eram os índios. Entres estes, destacavam-se os índios Turás, Muras e Mundurucus.
Nova Olinda do Norte tem sua história centrada estreitamente à exploração do petróleo no Amazonas. Em 1955, em 13 de maio, descobriu-se abundante petróleo em território nova-olindense. À época, Nova Olinda do Norte era um distrito pertencente ao município de Itacoatiara. O acontecimento tornou-se destaque nacional, principalmente após grande ênfase dada pelo então governador Plínio Ramos Coelho, que apareceu nas primeiras páginas dos jornais brasileiros com um terno branco manchado de petróleo, que havia jorrado do poço pioneiro 1-NO-1-AM, da Petrobrás. Assim sendo, Nova Olinda do Norte ganhou grande notoriedade nacional, sendo visitada por dois presidentes da república, Café Filho e Juscelino Kubitschek.
Após a descoberta de petróleo na região do então distrito de Nova Olinda, outras cinco perfurações foram executadas nas proximidades do poço pioneiro, nos dois anos que sucederam essa data histórica. Entretanto, o período de esperança e euforia teve pouca duração. O petróleo voltou a ser encontrada no poço 2-NO-AM, mas a Petrobrás alegou que o hidrocarboneto da região não tinha valor comercial e determinou o fechamento dos poços, acatando o argumento do famoso Relatório Link.
Ainda assim, foi criado o município de Nova Olinda do Norte. Em 19 de dezembro de 1955, através da Lei Estadual nº 96, o município de Nova Olinda do Norte foi criado, com sede na localidade de Nova Olinda do Norte, elevada então à categoria de cidade. A instalação definitiva do município ocorreu apenas em 31 de janeiro de 1956, quando foi determinada sua área territorial, desmembrada dos municípios de Maués e Itacoatiara, de quem recebeu autonomia política e deixou de ser um distrito.
Anos mais tarde, durante um mutirão de cirurgias de catarata, do governo do Amazonas, 18 idosos ficaram cegos após a operação.

## Paróquia Nossa Senhora de Nazaré e São José Nova Olinda do Norte
A Paróquia Nossa Senhora de Nazaré e São José foi fundada como sociedade civil no dia 30 de outubro de 1966, com sede e foro na cidade de Nova Olinda do Norte, destinada a prestar assistência religiosa, social e educacional à população do município. A primeira diretoria ou conselho, como assim chamamos hoje, foi constituída por:
- Frei José Alberto
- José Paula de Sá
- Manoel Joaquim Ferreira
- Maria do Carmo Rodrigues Ferreira

Sendo o primeiro pároco Frei Carlos Nápoli e primeiro vigário Frei Roberto Sisk.e tendo como frades auxiliares na época: Frei Marcelo, Frei Samuel, Frei Vitor e Frei Angelo. E como religiosas as irmãs: Serafina, Josefa, Auristela, Genoveva e Tereza.
As primeiras religiosas que a se estabelecerem na Prelazia foram as irmãs Adoradoras do Sangue de Cristo, de 1965 a 1978, atuaram em nova Olinda nos setores de Educação, Saúde e Assistência Social. Depois chegaram as irmãs de São José, vindas dos Estados Unidos e finalmente, em 1990 vieram as irmãs de São José de Chambery – irmãs brasileiras.
Antes de ser constituída Paróquia as visitas na área de Nova Olinda eram feitas pelo padre Cônego Bento José de Souza, ocasião em que a dependência pastoral se dava pela Paróquia Nossa Senhora de Assunção – Foz de Canumã. Com a vinda dos padres franciscanos no auge dos trabalhos da Petrobrás, iniciou-se o processo de criação da Paróquia de Nossa Senhora de Nazaré e São José.
Primeiros grupos da época de constituição da paróquia:
- Apostolado da Oração – participantes: Petty, Ana Pereira da Silva Costa, Icléia, Dionísia Moda de Sá;
- Vicentinos – participantes: José Romano Marques, Isolino Pereira de Souza, José Paula, José Pavão, Manoel Rosa, Valdivino;
- Filhas de Maria – participantes: Cilica Pereira, Zenil Pereira, Gimol Reis, Francisca;
- Grupo de Jovens – participantes: Queiroz, Jamile Vasconcelos, Gimol;
- Acólitos

### Conjuntura política da época
O município de Nova Olinda do Norte na ocasião era administrado pelo então prefeito: Aglair Pereira Barrocas e vice-prefeito: José Gomes da Silva (Zé Brotinho), juntamente com os vereadores: Maria Araújo Sales de Carvalho, Meuclides Elias de Assunção, João Alves da Silva, Ivan Valter, Álvaro de Farias Reis (este último renunciou o mandato sendo substituído pelo suplente Antonio Durant).

### Saúde
Havia um serviço de maternidade que, no geral, funcionava como posto médico através das irmãs do Preciosíssimo Sangue Serafina e Irmã Mônica.
Atualmente o município conta com atendimento do Hospital Dr. Gallo Manuel Ibanês, que atende com serviços de Urgência e Emergência, Maternidade e Laboratório.
O município também esta assistido por 05 (cinco) Unidades Básicas de Saúde, sendo: 
UBS Irmã Monica Borsa Lima  - Endereço: Rua Amazonas,Bairro: Santa Luzia
UBS Etelvina Pinheiro - Endereço: Av. Janary Nunes, Bairro: Chicolandia
UBS Maria do Carmo Castro Couto - Endereço: Rua Juscelino Kubitschek, Bairro: Aerolandia
UBS Dr. Raad Mohamad Raad - Endereço: Rua Santo Antônio, Bairro: Vale do Sol
UBS Raimundo do Rosário Melo - Endereço: Rua Getúlio Vargas, Bairro: Nossa Senhora de Fátima
A zona rural também recebe atendimento de saúde, com as Unidades Básicas de Saude dos Polos:
UBS Augusto Castro - Curupira 
UBS Alonso Pereira Varejão - Vila Flor
UBS Juracema Holanda - Centenário 
UBS Antônio Ferreira - Abacaxi 
UBS Vila Nova - Vila Nova

Em 2020 foi inaugurada uma UBS Fluvial (embarcação que funciona como posto de saúde), ancorada próximo ao porto do município, mas que pode ser deslocada conforme a necessidade. 
UBS Fluvial "Dona Antônia"

### Assistência
A Sociedade São Vicente de Paulo prestava assistência médica, funeral, doação de remédios e em parceria com as Cáritas distribuíam alimentos e roupas como incentivo as práticas agrícolas.

### Atendimento às comunidades rurais
Realização de visitas pastorais com periodicidade de duas vezes ao ano. Assim, como prática de encontro de formação para as lideranças.

### Festejos
A Festa de São Pedro teve como fundadores: o Sr. Carlos Rodrigues Jardim e Frei Roberto Sisk, tendo como motivação a celebração Eucarística, a Procissão Fluvial e a Ladainha.
A principio houve a devoção a N. Sra. de Nazaré, a partir de Frei José Glancy foi inserido São José, ficando como padroeiros Nossa Senhora de Nazaré e São José.

### Centro paroquial
Foi construído sob a administração de frei Samuel, mestre obras Sr. Sabá, tendo como ajudantes Zé Mota, Zé Maria, Carlito, Marino, Mimi, Laborda, Aluísio Reis e Sebastião Pantoja (carpinteiro). Com muito trabalho, construíram o centro paroquial em 90 dias.

### Curiosidades
- Os famosos Bingos da Paróquia foram implantados por Frei Samuel Tiesi. Dom Adriano, por sua vez, foi um dos principais responsáveis por levantar recursos para a construção da antiga igreja matriz.

Foto da Igreja (a segunda)
- A primeira crismada foi Maria Regina dos Santos

- Primeiros coordenadores do Conselho: José de Paula e Petty.

### Missão
Levar o evangelho a todos, anunciando com alegria a Palavra Libertadora de Cristo. Tornando-nos discípulos missionários, ardorosos e perseverantes. Amando a Deus sobre todas as coisas e aos irmãos como a nós mesmos. Em suma, vivendo o batismo que recebemos e a fé que professamos.

### Atual composição
- Pároco: Frei João Bosco Saldanha Colares, TOR
- Vigário: Frei Geraldo King, TOR
- Religiosas: Irmãs Gilsa e Rosineide (acrescentar sobrenome)
- Coordenadora do Conselho Econômico Paroquial: Arlete Lemos de Oliveira
- Coordenadora do Conselho de Pastoral: Mariane Ferreira dos Santos
- Secretária Paroquial: Fernanda Lemos de Oliveira
- Assessor e animador missionário: Irineu Castro
- Coordenadora da Catequese: Mª Estela  de Oliveira
- Coordenador dos Jovens: Odervan Moraes Dutra
- Coordenadora do Dízimo: Letícia Alves
- Coordenadora da Pastoral da Criança: Silvana Vieira
- Coordenadora da Pastoral do Canto: Socorro Couto
- Coordenadora das CEBS:

### Comunidades localizadas na zona urbana
- Cristo Redentor
- Nossa Senhora de Aparecida
- Nossa Senhora de Fátima
- Nossa Senhora de Guadalupe
- Santa Ana
- Santa Maria

Na zona rural, a paróquia presta assistência a 52 comunidades indígenas e ribeirinhas, com viagens pastorais, onde é realizado serviço de animação comunitária e celebração dos sacramentos.

## Geografia
O município de Nova Olinda do Norte está localizado no interior do estado brasileiro do Amazonas, distante 126 km a sul da capital amazonense. Ocupa uma superfície de 5.633 km² e sua população estimada pelo Instituto Brasileiro de Geografia e Estatística (IBGE) em 2020 era de 38 026 habitantes.